# بروس إتش بيلنغز
بروس إتش بيلنغز (بالإنجليزية: Bruce H. Billings)‏ هو فيزيائي أمريكي، ولد في 6 يوليو 1915، وتوفي في 21 أكتوبر 1992 في لونغ بيتش في الولايات المتحدة بسبب سرطان البنكرياس. كان رئيسًا لجمعية البصريات الأمريكية في عام 1971 وكبير علماء الفيزياء في شركة Polaroid Corporation بين عامي 1941 و 1947.